# Secos & Molhados
Secos & Molhados (portugués Secos y Mojados) es un conjunto brasileño creado por el compositor João Ricardo en 1971, quien musicalizó temas del folklore portugués como "O vira", mezclándolos con la poesía de Cassiano Ricardo, João Apolinário, Vinícius de Moraes y Fernando Pessoa entre otros. Secos y Mojados se convirtieron en uno de los mayores fenómenos musicales del Brasil. Su formación inicial estaba compuesta por João Ricardo (guitarra de doce cuerdas y gaita), Fred (bongò) y Antônio Carlos "Pitoco".
Se presentaban en el "Kurtiso Negro", ubicado en el Barrio de Bixiga, en São Paulo y debido a su sonido completamente diferente para su época, el lugar fue visitado por muchos interesados en conocerlos. Entre los curiosos estaba la cantautora Luli, con quien João Ricardo hizo algunos de los mayores éxitos de Brasil (O vira e fala).

## Historia
Fred y "Pitoco" deciden en 1971 seguir su carrera solos y João Ricardo se lanza a la búsqueda de un vocalista. Por indicaciones de Luli, conoce a Ney Matogrosso, quien se había mudado de Río de Janeiro a Sao Paulo. Después de algunos meses, Gerson Conrad, vecino de João Ricardo es incorporado al grupo. Secos y Mojados comienzan a ensayar y después de un año se presentan en el teatro "Do Meio" de Ruth Escobar, quien lo tornó en un restaurante-bar llamado "Casa de Badalação e Tédio".
El 23 de mayo de 1973, el grupo entró al estudio "Prova" para crear su primer disco. Las sesiones de grabación fueron de seis horas durante 15 días bajo el formato de 4 canales. Como resultado, se vendieron más de 300 mil copias en solo dos meses, alcanzando el millón de copias en poco tiempo.
Secos y Mojados se convertirían en uno de los mayores fenómenos de la música popular brasileña, batiendo todos los récords de venta de discos al público. En febrero de 1974 brindan un show en el gimnasio "Maracanãzinho" rompiendo también récords de asistencia, algo jamás visto en Brasil. En agosto del mismo año es lanzado su segundo disco. Ney Matogrosso decide dejar la banda al regreso de la gira por México y João Ricardo no tiene más remedio que reciclar a los integrantes de la banda.
En mayo de 1978, João Ricardo lanza el tercer disco en donde surge un éxito más del grupo: "Que Fim Levaran Todas as Flores?" (¿Qué fin tendrán todas las flores?), la canción más tocada de aquel año.
En agosto de 1980, junto con los hermanos César y Roberto Lempé, los Secos lanzan su quinto disco. La quinta formación del grupo nació el 30 de junio de 1987 con el enigmático Totô Braxil, en un show en el "Palace" en Sao Paulo.
Ya como solista en 1999, João Ricardo lanzó "Teatro?" mostrando definitivamente el sello personal del creador de Secos y Mojados.

## DeVinícius de Moraes
Resalta la adaptación musical que Secos y Mojados hicieron del poema de Vinicius, "La rosa de Hiroshima":
«Piensa en tantos niños mudos telepáticos,
piensa en las muchachas, secas inexactas.
Piensa en las mujeres rotas alteradas,
piensa en las heridas como rosas cálidas.
Pero nunca olvides la rosa de las rosas,
la rosa de Hiroshima, rosa hereditaria.
La rosa radioactiva, estúpida e invalida
la rosa con cirrosis, anti-rosa atómica,
sin color, sin perfume, sin rosa, sin nada»

## Discografía
- Secos & Molhados - 1973
- Secos & Molhados (II) - 1974
- Secos e Molhados (III) - 1978
- Secos e Molhados (IV) - 1980
- Ao Vivo no Maracanãzinho - 1980 (1974)
- A Volta do Gato Preto - 1988
- Teatro? - 1999
- Memória Velha - 2000
- Ouvido Nu - 2003